# 1992 Stock (métro de Londres)
Le 1992 Stock est le type de rame utilisé sur la Waterloo & City line et la Central line du métro de Londres. Il y a 95 rames en circulation. Ces rames ont été mises en service en 1993.